# NGC 1081
NGC 1081 je galaksija u zviježđu Eridan.

## Vanjske poveznice
- SEDS: NGC 1081